# Château du Bois-Brault
Le château du Bois-Brault est un château français situé anciennement dans la paroisse de Lesbois, mais étant désormais dans un lieu-dit, situé sur la commune de Gorron dans le département de la Mayenne et la région des Pays de la Loire. 

## Désignation
- La dame du Boys-Beraust, 1382.
- L'anxien domaine et hébergement du Boys-Beraut, 1392.
- Le franc fieu et seigneurie du Boaisberaut, 1396.
- La terre du Boisberaut, 1400.
- Le franc fié du lieu du Boys-Berault, 1404.
- Le franc fief, terre et seigneurie du Bois-Berauld, 1542, 1572.
- Le domaine, fief et seigneurie du Bois-Berost, 1607 (Archives nationales, P. 353).
- La terre, fief et seigneurie du Bois-Berault, savoir : maisons, terres, prés, jardins, bois, garenne, fuie, avec le moulin Mereau, 1615.
- La terre et châtellenie du Boisberault, 1635 (Titres de la seigneurie).
- Château, baillage, moulin et étang, 1706 (Hubert Jaillot).

## Histoire
Il s'agissait d'un fief et seigneurie vassal de Gorron, quoique pour s'affranchir vis-à-vis du châtelain de Gorron, les seigneurs aient longtemps prétendu que leur terre n'était qu'un démembrement de la terre de Lévaré dont ils voulaient relever. 
Jean des Vaux « ayant faict mettre, lever et asseoir en ladite terre du Bois-Brault un gibbet à deux piliers garnis de lians par dedans et par dehors, portant merc de justice patibulaire » fut maintenu dans son droit par sentence arbitrale rendue « 'le mercredy devant la Saint-George (1387) » entre lui et Jean de Meslet, seigneur de Gorron, par « Monsour Juhes d'Avaugour, Geoffroy des Vaux, Guillaume de la Pallu, chevaliers, et Louis de la Croixille, Estienne de Favières, Guillaume de la Croix et Henri de Sahur, escuiers ». 
Au milieu du XVIIe siècle, les seigneurs du Bois-Brault s'attribuèrent le titre de châtelains, et ce droit est reconnu dans l'aveu rendu en 1766 aux dames de Gorron, qui énumère en détail : « La terre, fiefs, seigneurie, châtellenie et haute justice du Boisbrault, nommée le franc fief du Boisbrault ; la juridiction contentieuse, les sujets et vassaux en dépendants, dont les appels ressortissent à la baronnie de Gorron ; droit de pêche en la rivière de Colmont, depuis la grille du grand étang jusqu'au grand ruisseau fondrier de l'étang de Lesbois, avec droit de faire pescher en la queue du grand étang de Gorron ; droit de haute, moyenne et basse justice sur mes sujets ; droit de moulte sur iceux, droit de levage, charroi et amenage des lits et meules du moulin. ». Le domaine ne comprenait plus alors que : « maison manable, composée d'une salle basse et grenier dessus, un colombier au-devant, la garenne contenant un demi journal, la châtaigneraie aussi d'un demi journal, et la moitié de la grande prairie, cinquante journaux ». 

### Sources et bibliographie
- « Château du Bois-Brault », dans Alphonse-Victor Angot et Ferdinand Gaugain, Dictionnaire historique, topographique et biographique de la Mayenne, Laval, A. Goupil, 1900-1910 [détail des éditions] (BNF 34106789, présentation en ligne)